# 鳩の休日
「鳩の休日」（はとのきゅうじつ）とは、日本テレビ（NTV）が放送開始・終了時、1日の基点時間に放送する局名告知（ジャンクション）、およびこの映像に使用されている深井史郎作曲のBGMの曲名である。
1953年8月28日の日本テレビ開局とともに放送を開始し、2000年4月1日から2001年9月30日までは未明にNNN24が放送されるのに伴って不定期に放送された。
諸事情により2001年10月1日から2008年3月31日までは放送を一旦休止していたが、2008年4月1日から2013年12月26日まではCGを使用した新たなバージョンが放送された（ただし、2009年3月29日までは同局の開局55周年を記念したバージョンが放送された）。本記事では鳩の出てこない日本テレビの局名告知についても解説する。

## 概要
日本テレビが開局した1953年8月28日から1972年6月30日まで放送されたモノクロ版と1972年7月1日から放送されているカラー版とがあり、後者には1978年9月27日まで放送されたモノラル版、1978年9月28日から2001年9月30日まで放送された音声多重版がある。
2001年10月1日から2008年3月31日まで放送を休止し、代わりに15秒のジャンクション（ナレーション：井田由美〈日本テレビアナウンサー〉）が放送されていた。2008年4月1日から地上デジタル放送にも対応したCGによる新たなバージョン（15秒短縮アレンジ版。このうち、2008年4月1日から2009年3月29日までは日本テレビ開局55周年を記念したバージョンを放送）として復活し、2013年12月26日まで放送された。
日本テレビ局内での「鳩の休日」の通称は「ヤキトリ」であったという。由来については不明である。

## バージョン

### モノクロ版
- 1953年8月28日 - 1958年8月27日（NTV東京バージョン）
- 1958年8月28日 - 1972年6月30日（NTV日本テレビバージョン）

#### 概要（モノクロ版）
1953年8月28日11時20分、日本テレビが開局しそれとともに「鳩の休日」の放送が開始された。放送時間は82秒（音声は80秒、映像は82秒）。開始当時は全番組がモノクロで、「鳩の休日」ももちろんモノクロであった。日本テレビは1971年に番組のほとんどをカラー化したが、唯一これだけはモノクロであった（日本テレビのカラーの試験放送開始は1957年12月28日、同本放送開始は1960年9月10日）。1972年7月1日、周波数の単位の呼称が「メガサイクル」から「メガヘルツ」に変更されるのに伴い同年6月30日をもってモノクロ版の放送を終了した。
1953年8月28日の開局から1958年8月27日までの5年間、映像の最後の部分は丸で囲まれた「NTV」のロゴ（当時の社章）の下に「東京」の文字を入れたものであった。日本テレビでは創立当初の1952年、日本放送協会（NHK）のように自前で日本各地に放送局を建設し各放送局をマイクロウェーブで結び、自社制作の番組を全国に放送するという計画があった。
モノクロ版の静止画は、日本テレビが1978年に発行した創立25周年記念史『大衆とともに25年』の「写真集」及び同局が2003年に社員、OB、関連業者向けに発行した創立50周年記念史『テレビ・夢・50年』（国立国会図書館等の大規模図書館や一部の大学図書館等でも所蔵している館あり）の中に掲載されている。また、モノクロ版の動画は『テレビ・夢・50年』の付録DVDに収録されている（ただし、図書館への配布分にはDVDの付録は無し）。

#### 映像の流れ（モノクロ版）
| # | 1953年8月28日 - 1958年8月27日 | 1958年8月28日 - 1972年6月30日 |
| - | --- | --- |
| 1 | ブラックバックに「NTV」（「TV」が「N」の左右の縦軸の中に書かれている）、その下に「JOAX-TV」の文字が表示される。 | ブラックバックに「NTV」（「TV」が「N」の左右の縦軸の中に書かれている）、その下に「JOAX-TV」の文字が表示される。 |
| 2 | 鳩小屋が映り、そこに止まっている3羽の鳩がBGMに合わせて羽を広げる。 | 鳩小屋が映り、そこに止まっている3羽の鳩がBGMに合わせて羽を広げる。 |
| 3 | 鳩小屋が消え、右の1羽、左の1羽の順番に鳩がフェードアウトし最後に残った1羽にズームアップする。 | 鳩小屋が消え、右の1羽、左の1羽の順番に鳩がフェードアウトし最後に残った1羽にズームアップする。 |
| 4 | 鳩が消え、ホワイトバックに表示された黒い「NTV」の文字にズームアップする。やがてバックと文字の色が反転する。 | 鳩が消え、ホワイトバックに表示された黒い「NTV」の文字にズームアップする。やがてバックと文字の色が反転する。 |
| 5 | 「日本テレビ放送網」の電光文字が右から左に流れはじめるのと同時に「NTV」の文字が消える。後半、「NTV」とナレーションが入る。 | 「日本テレビ放送網」の電光文字が右から左に流れはじめるのと同時に「NTV」の文字が消える。後半、「NTV」とナレーションが入る。 |
| 6 | 「第4チャンネル」、「映像周波数171.25メガサイクル」、「音声周波数175.75メガサイクル」、「JOAX-TV」、「日本テレビ」の文字が書かれた矢印が下から上に流れる。それと同時に、「第4チャンネル、映像周波数171.25メガサイクル、音声周波数175.75メガサイクル、JOAX-TV、こちらは日本テレビでございます」とナレーションが入る。 | 「第4チャンネル」、「映像周波数171.25メガサイクル」、「音声周波数175.75メガサイクル」、「JOAX-TV」、「日本テレビ」の文字が書かれた矢印が下から上に流れる。それと同時に、「第4チャンネル、映像周波数171.25メガサイクル、音声周波数175.75メガサイクル、JOAX-TV、こちらは日本テレビでございます」とナレーションが入る。 |
| 7 | ブラックバックの上に「JOAX-TV」の文字、中央に丸で囲まれた「NTV」の文字（当時の社章）、下に「東京」の文字が表示される（「東京」は開局当時、日本テレビが全国をカバーする計画の名残である）。 | ブラックバックの左上に「JOAX-TV」の文字、中央に丸で囲まれた「NTV」の文字（当時の社章）、右下に「日本テレビ」の文字が表示される。 |

#### ナレーション（モノクロ版）
- 1958年8月28日 - 1972年6月30日

結城雅子（放送当時は日本テレビアナウンサー）
両バージョン共に『テレビ・夢・50年』の付属DVDに収録されている。なお、結城のものと男性アナウンサーのものでは「NTV」とナレーションが入ったあとの音楽が若干異なる。

### カラー・モノラル版
- 1972年7月1日 - 1977年12月31日・2011年7月24日（アナログ放送のみ）（旧社章バージョン）
- 1978年1月1日 - 9月27日（新社章バージョン）

#### 概要（カラー・モノラル版）
1972年7月1日、周波数の単位が「メガサイクル」から「メガヘルツ」に変更されるのに伴い、カラー・モノラル版の放送を開始した。放送時間は60秒となり、後半の映像がモノクロ版と異なっている。
以前の社章は「NTV」を丸で囲ったものを使用しており、1978年1月1日に、開局25周年に伴い、地球を模した｢日｣の字に変更され、社章が表示される映像の最後の部分が変更された。
1978年9月28日に音声多重放送実用化試験放送が開始されることに伴い、同年9月27日をもってカラー・モノラル版の放送を終了した。
これ以降、使用周波数と送信出力については「鳩の休日」の前に流れるテストパターン、あるいは局CMの最中に表示されることになり「鳩の休日」の中では案内されなくなった。
第2日本テレビの「もぐら骨董堂」では、「これで終了!クルックー」のタイトルで新社章バージョンが配信されている。

#### 映像の流れ（カラー・モノラル版）
| # | 1972年7月1日 - 1977年12月31日 | 1978年1月1日 - 9月27日 |
| - | --- | --- |
| 1 | ブラックバックに「NTV」（「TV」が水色で「N」の左右の縦軸の中に書かれている）、その下に「JOAX-TV」の文字が表示される。 | ブラックバックに「NTV」（「TV」が水色で「N」の左右の縦軸の中に書かれている）、その下に「JOAX-TV」の文字が表示される。 |
| 2 | 鳩小屋が映り、そこに止まっている3羽の鳩がBGMに合わせて羽を広げる。 | 鳩小屋が映り、そこに止まっている3羽の鳩がBGMに合わせて羽を広げる。 |
| 3 | 鳩小屋が消え、右の1羽、左の1羽の順番に鳩がフェードアウトする。 | 鳩小屋が消え、右の1羽、左の1羽の順番に鳩がフェードアウトする。 |
| 4 | 最後に残った1羽にズームアップし、フェードインで星々の煌めきに転換する。 | 最後に残った1羽にズームアップし、フェードインで星々の煌めきに転換する。 |
| 5 | 星々が集まって環となり、やがて鳩の群れの輪となる。 | 星々が集まって環となり、やがて鳩の群れの輪となる。 |
| 6 | 輪の中央で星が光り、そこから「NTV」の文字（当時の社章）がズームアップする。それと同時に輪が消え、背景がブルーになる。 | 輪の中央で星が光り、そこから「NTV」の文字（当時の社章）がズームアップする。それと同時に輪が消え、背景がブルーになる。 |
| 7 | 「日本テレビ」の電光文字が右から左に流れはじめるのと同時に「NTV」の文字が消える。 | 「日本テレビ」の電光文字が右から左に流れはじめるのと同時に「NTV」の文字が消える。 |
| 8 | 橙色のタイルをバックに「JOAX-TV」の文字が表示される。バックが青いタイルに切り替わり「4チャンネル」の文字が表示される。橙色のタイルと青色のタイルが集まりあって「日本テレビ」の文字が表示される。これらと同時に「JOAX-TV、第4チャンネル、こちらは日本テレビです」とナレーションが入る。 | 橙色のタイルをバックに「JOAX-TV」の文字が表示される。バックが青いタイルに切り替わり「4チャンネル」の文字が表示される。橙色のタイルと青色のタイルが集まりあって「日本テレビ」の文字が表示される。これらと同時に「JOAX-TV、第4チャンネル、こちらは日本テレビです」とナレーションが入る。 |
| 9 | ブルーバックの左上に「JOAX-TV」の文字（白色）、中央に角の丸い白色の長方形で囲まれた「NTV」の文字（当時の社章、「N」が青色、「T」が赤色、「V」が緑色）、右下に「日本テレビ」の文字（白色）が表示される。                                                                                | ホワイトバックの左上に「JOAX-TV」の文字（赤色）、中央に地球を模した「日」の字（社章、紫色）、右下に「日本テレビ」の文字（灰色）が表示される。 |

2011年7月24日のアナログ放送については後述。

#### ナレーション（カラー・モノラル版）
- 1972年7月1日 - 1978年9月27日・2011年7月24日

女性アナウンサー

### カラー・音声多重版
- 1978年9月28日 - 2001年9月30日

#### 概要（カラー・音声多重版）
1978年9月28日、音声多重放送実用化試験放送が開始されるのに伴いカラー・音声多重版の放送を開始した。放送時間は60秒。BGM（詳しくは後述する）のアレンジが変わり、また1987年4月1日からは左チャンネルと右チャンネルとで異なるナレーションが放送されるようになった。またBGMは左チャンネル・右チャンネルともにモノラルになった。ただし、受像機側で「主音声+複音声」の設定にした場合、左右でBGMに若干の時間差がつけられていることが確認できる。映像は1978年1月1日から9月27日までのカラー・モノラル版と同じである。
1992年8月28日、開局40周年に先立ちシンボルマーク「なんだろう」が新たに制定されたが、このときは映像の最後に表示される社章の部分は変更されなかった。ちなみに「なんだろう」は同局のシンボルマークであり、社章ではない（「なんだろう」の「鳩の休日」初登場は2009年3月30日）。
なお、1990年代に入ってからは放送終了後の停波時間が10分足らずという日もあったため、放送開始時にこの映像を放送せずカラーバーから直接最初の番組が開始していた。

#### 映像の流れ（カラー・音声多重版）
| # | 1978年9月28日 - 1987年3月31日 | 1987年4月1日 - 2001年9月30日 |
| - | --- | --- |
| 1 | ブラックバックに「NTV」（「TV」が水色で「N」の左右の縦軸の中に書かれている）、その下に「JOAX-TV」の文字が表示される。 | ブラックバックに「NTV」（「TV」が水色で「N」の左右の縦軸の中に書かれている）、その下に「JOAX-TV」の文字が表示される。 |
| 2 | 鳩小屋が映り、そこに止まっている3羽の鳩がBGMに合わせて羽を広げる。 | 鳩小屋が映り、そこに止まっている3羽の鳩がBGMに合わせて羽を広げる。 |
| 3 | 鳩小屋が消え、右の1羽、左の1羽の順番に鳩がフェードアウトする。 | 鳩小屋が消え、右の1羽、左の1羽の順番に鳩がフェードアウトする。 |
| 4 | 最後に残った1羽にズームアップし、フェードインで星々の煌めきに転換する。 | 最後に残った1羽にズームアップし、フェードインで星々の煌めきに転換する。 |
| 5 | 星々が集まって環となり、やがて鳩の群れの輪となる。 | 星々が集まって環となり、やがて鳩の群れの輪となる。 |
| 6 | 輪の中央で星が光り、そこから「NTV」の文字（当時の社章）がズームアップする。それと同時に輪が消え、背景がブルーになる。 | 輪の中央で星が光り、そこから「NTV」の文字（当時の社章）がズームアップする。それと同時に輪が消え、背景がブルーになる。 |
| 7 | 「日本テレビ」の電光文字が右から左に流れはじめるのと同時に「NTV」の文字が消える。 | 「日本テレビ」の電光文字が右から左に流れはじめるのと同時に「NTV」の文字が消える。 |
| 8 | 橙色のタイルをバックに「JOAX-TV」の文字が表示される。バックが青いタイルに切り替わり「4チャンネル」の文字が表示される。橙色のタイルと青色のタイルが集まりあって「日本テレビ」の文字が表示される。これらと同時に「JOAX-TV、第4チャンネル、こちらは日本テレビです」とナレーションが入る。 | 橙色のタイルをバックに「JOAX-TV」の文字が表示される。バックが青いタイルに切り替わり「4チャンネル」の文字が表示される。橙色のタイルと青色のタイルが集まりあって「日本テレビ」の文字が表示される。これらと同時に主チャンネルで「JOAX-TV、第4チャンネル、こちらは日本テレビです」、副チャンネルで「JOAX-TAM、こちらはNTV、テレビジョン音声多重放送です」とナレーションが入る。 |
| 9 | ホワイトバックの左上に「JOAX-TV」の文字（赤色）、中央に地球を模した「日」の字（社章、紫色）、右下に「日本テレビ」の文字（灰色）が表示される。 | ホワイトバックの左上に「JOAX-TV」の文字（赤色）、中央に地球を模した「日」の字（社章、紫色）、右下に「日本テレビ」の文字（灰色）が表示される。 |

#### ナレーション（カラー・音声多重版）
- 1978年9月28日 - 1987年3月31日

小坂美保子（放送当時は日本テレビアナウンサー）
- 1987年4月1日 - 2001年9月30日

荻原弘子（放送当時は日本テレビアナウンサー。左チャンネル、右チャンネルともに）

### 初代デジタル版
2000年1月17日から未明に「NNN24」（現在の「日テレNEWS24」）が放送されるようになり、当初はNNN24の終了を告げるアナウンスの後、1日の基点時間に「鳩の休日」が放送されていた。しかし、ほどなくして「NNN24」の開始・終了を知らせる15秒のジャンクション（ナレーション：平川健太郎〈放送当時は日本テレビアナウンサー〉）がクロージング・オープニング代わりに放送されるようになる。さらに設備点検等でNNN24が放送されない日曜深夜などは、「本日の放送は終了致しました Good Night」のテロップとともにマスターの風景が流れる映像（BGMはThe Spaniels「Goodnite, Sweetheart, Goodnite」）がクロージングとなった。
2001年10月1日から2008年3月31日までは、15秒のジャンクション（アナログ版ナレーション：井田由美〈放送当時は日本テレビアナウンサー〉）が放送されていた。初期は「日テレブランド」バージョンで、後期は「日テレ」バージョンだった。
- 「日テレブランド」バージョン（2001年10月1日 - 2003年6月）

設備点検時用の「ただいまから放送を開始いたします」・「本日の放送はこれで終了します」という2種類のコメントバージョンと「NNN24」や『ニュース朝いち430』を開始する番組告知バージョンなど、複数存在していた。
- 地上アナログ放送用の「日テレ」バージョン（2003年7月 - 2008年3月31日）

金色のパネルが徐々に集まっていって日テレの新ロゴを形成するCGで、コメントはジャンクション用・開始用・終了用の3種類があった。
- 地上デジタル放送用の「新社屋静止画」バージョン（2003年12月1日 - 2008年3月31日）

新社屋の日本テレビタワーの静止画を映していて、BGMは無い。また、「JOAX-DTV、ご覧のチャンネルは、日本テレビデジタルテレビジョンです」と2回繰り返しアナウンスされる。このアナウンスは男性アナウンサーが行っていた。

### 15秒短縮アレンジ版
- 2008年4月1日 - 2009年3月29日（開局55周年記念バージョン）
- 2009年3月30日 - 2013年12月26日（なんだろうロゴバージョン）

地上デジタル放送用はハイビジョン制作。

#### 概要（15秒短縮アレンジ版）
旧来の構成をほぼ踏襲しながら、CGを駆使した動きが早く滑らかな映像になっている。放送時間はこれまでの60秒から15秒に短縮された。なおこのバージョンは（厳密には「日テレ55」ロゴではあるが）現行の「日テレ」ロゴが初めて登場したバージョンであり、2009年3月30日からのマイナーチェンジ版では「なんだろう」ロゴが初登場している。
なお、アナログ放送は2010年7月5日より全番組がレターボックス化された事に伴う変更があった。
2013年1月より、日本テレビは開局60周年を記念した新ロゴマーク「0テレ」及び「0テレ Go! Next 60」（60周年限定ロゴ）の使用を開始したが、それに伴うラストのロゴの差し替えは行われなかった。

#### 映像の流れ（15秒短縮アレンジ版）
| # | 2008年4月1日 - 2009年3月29日 | 2009年3月30日 - 2013年12月26日 |
| - | --- | --- |
| 1 | ブラックバックに「NTV」（「TV」が水色で「N」の左右の縦軸の中に書かれている）、その下に「JOAX-DTV」（アナログ放送は「JOAX-TV」）の文字が表示される。   | ブラックバックに「NTV」（「TV」が水色で「N」の左右の縦軸の中に書かれている）、その下に「JOAX-DTV」（アナログ放送は「JOAX-TV」）の文字が表示される。                            |
| 2 | 「N」の文字が鳩小屋に、「TV」の文字が3羽の鳩に変化する。                                                                                              | 「N」の文字が鳩小屋に、「TV」の文字が3羽の鳩に変化する。 |
| 3 | 左右の2羽が消え、真ん中の1羽がアップされる。 | 左右の2羽が消え、真ん中の1羽がアップされる。 |
| 4 | アップされた鳩が消え、下から出てくる。 | アップされた鳩が消え、下から出てくる。 |
| 5 | その鳩がやがてたくさんの鳩になり、円を作る。 | その鳩がやがてたくさんの鳩になり、円を作る。 |
| 6 | 円の中心から光が出て画面全体が白くなり、上から順に「JOAX-DTV」（アナログ放送は「JOAX-TV」）、「日テレ55」、「Nittele 55th Anniversary」と表示される。 | 上から順に「JOAX-DTV」（アナログ放送は「JOAX-TV」）、日本テレビのマスコットキャラクター「なんだろう」の横に「日テレ」、「NIPPON TELEVISION」（以上、文字は金色）と表示される。 |

2010年7月5日から2011年7月23日までは、アナログ放送では画面の左右に磨りガラスのようなピラーボックスを加え16:9ワイドにし、その上下を黒枠レターボックスで囲っている（いわば額縁放送）。
ナレーションは映像の全編において使用する。デジタル版はジャンクション、放送開始、放送終了ともに「JOAX-DTV、ご覧のチャンネルは 日本テレビデジタルテレビジョンです ご覧のチャンネルは 日本テレビデジタルテレビジョンです」で、アナログ版はジャンクション「ご覧のチャンネルは、JOAX-TV、日本テレビです」（2回繰り返す）、放送開始「ただいまから放送を開始致します。ご覧のチャンネルは、JOAX-TV、日本テレビです」、放送終了「ご覧のチャンネルは、JOAX-TV、日本テレビです。本日の放送を終了致します」の3種類があった。

#### ナレーション（15秒短縮アレンジ版）
- 2008年4月1日 - 2013年12月26日

藤井貴彦（放送当時は日本テレビアナウンサー。デジタル・アナログとも）

### アナログ放送終了版
2011年7月24日の地上デジタル放送完全移行に伴うアナログ放送終了により同日23時59分をもって、アナログ放送画面が同日正午から表示されていたブルーバックによるお知らせ画面から砂嵐（完全停波）に切り替わる直前に、アナログ放送最後の映像として23時58分より1分間「鳩の休日」が放送された。これについて、同月11日の『スッキリ!!』にて、地デジ大使であった草彅剛が「1分版の鳩の休日を放送する」と事前告知を行っていた（アナログ放送終了前のクロージングの内容の事前告知が行われた事例は、他にRKB毎日放送が存在する）。

#### 映像の流れ（アナログ放送終了版）
当日は上記の「カラー・モノラル版（旧社章バージョン）」が放送された。
| #  | 2011年7月24日 |
| -- | --- |
| 1  | ブラックバックに「NTV」（「TV」が水色で「N」の左右の縦軸の中に書かれている）、その下に「JOAX-TV」の文字が表示される。 |
| 2  | 鳩小屋が映り、そこに止まっている3羽の鳩がBGMに合わせて羽を広げる。 |
| 3  | 鳩小屋が消え、右の1羽、左の1羽の順番に鳩がフェードアウトする。 |
| 4  | 最後に残った1羽にズームアップし、フェードインで星々の煌めきに転換する。 |
| 5  | 星々が集まって環となり、やがて鳩の群れの輪となる。 |
| 6  | 輪の中央で星が光り、そこから「NTV」の文字（当時の社章）がズームアップする。それと同時に輪が消え、背景がブルーになる。 |
| 7  | 「日本テレビ」の電光文字が右から左に流れはじめるのと同時に「NTV」の文字が消える。 |
| 8  | 橙色のタイルをバックに「JOAX-TV」の文字が表示される。バックが青いタイルに切り替わり「4チャンネル」の文字が表示される。橙色のタイルと青色のタイルが集まりあって「日本テレビ」の文字が表示される。これらと同時に「JOAX-TV、第4チャンネル、こちらは日本テレビです」とナレーションが入る。                                                                                               |
| 9  | ブルーバックの左上に「JOAX-TV」の文字（白色）、中央に角の丸い白色の長方形で囲まれた「NTV」の文字（当時の社章、「N」が青色、「T」が赤色、「V」が緑色）、右下に「日本テレビ」の文字（白色）、左下に「58年間 ありがとうございました」というメッセージテロップ（白色）が表示される。なお、左下のテロップと右下のテロップをつなげると「58年間 ありがとうございました 日本テレビ」になる。 |
| 10 | 暗転の後、停波（砂嵐）。 |

### 非使用期
2014年1月よりロゴ・キャッチフレーズ変更に伴い「鳩の休日」は再び姿を消す事となった。
- 「見たい、が世界を変えていく。」バージョン（2014年1月5日 - 2023年12月11日）

「4ch」の文字を使ったシンプルなアニメーション。最後は「JOAX-DTV」の「O」が「0テレ」ロゴの「0」へリンクする演出が用いられ、上から順に「見たい、が世界を変えていく。」「0テレ」「J0AX-DTV」と表示される。局名告知アナウンスは辻岡義堂（日本テレビアナウンサー）による「JOAX-DTV、ご覧のチャンネルは日本テレビデジタルテレビジョンです」のナレーションが1回のみ入る。クロージング後はカラーバー（信号音（2017年2月以降は当初の「プー」から「ピー」という信号音に変更）付き）を流す。
- 「心と未来に、のこるもの。」バージョン（2024年1月14日 - ）

「4ch」の文字を使ったシンプルなアニメーション等は同じものの、文字の色が黒から赤へと変更。局名告知アナウンスは前と同じ辻岡。

## 局名告知以外での使用
「鳩の休日」は長年に渡り日本テレビの局名告知として使用された経緯から、日本テレビを代表するシンボルとして、局名告知以外でも起用されたことがある。
- 日本テレビが開局50周年を迎えた2003年1月、当時の郵政事業庁から発行された特殊切手「テレビ50年記念」に日本テレビと同じく、テレビ放送開始50年を迎えたNHKの番組『ひょっこりひょうたん島』の人気キャラクターである「ドン・ガバチョ」と共に鳩の休日が切手の題材として採用された[3]。
- 2020年10月3日から日本テレビと読売テレビ、中京テレビが共同でサービスを開始したインターネット同時配信サービス「日テレ系ライブ配信→日テレ系リアルタイム配信」の待機画面として、本映像に登場している鳩が採用されている[4][5]。

## 備考
- 1993年1月11日、通常の「鳩の休日」オープニング放送直後の5時29分から1分間、バラエティ番組『ダウンタウンのガキの使いやあらへんで!』の罰ゲームとして、「鳩の休日」の鳩の真似をする松本人志の姿が放送された。
- 開局50周年を記念して、2003年8月28日の開局50周年の日に発売した日本テレビの人気番組やおなじみのテーマ曲を集めたオムニバスCD『日本テレビ開局50年記念 TV GENERATION 日テレGOLDEN BEST』の最後にこの曲が収録されている（なお、『日テレGOLDEN BEST』より選りすぐって集めた2005年5月25日発売の『TV PARADE〜日テレ テーマコレクション〜』にも最後に収録されている）。これはカラー・モノラル版のアレンジのもので、ステレオ録音のマスターテープから収録された。
- 『伊東家の食卓』の「大発見」のコーナーで「黒鍵だけで演奏できる曲」としてこの曲が取り上げられたことがある。このとき、カラー・音声多重版の映像も一部抜粋で紹介された。ただし、黒鍵だけで演奏できるのは原曲のト長調を嬰ヘ長調に転調させたときである。なお、同コーナーでは「切り絵が簡単にできる方法」でカラー・音声多重版が再現されたことがある[要出典]。
- この曲は、深井が音楽を担当した映画『かくて神風は吹く』（1944年）と『ゆうれい船』（1957年）に使われたテーマ曲をアレンジしたものである[要出典]。

### アレンジの違い
モノクロ版、カラー・モノラル版、カラー・音声多重版、15秒短縮アレンジ版でそれぞれ異なるアレンジのBGMが用いられている。
- モノクロ版

主旋律をサックスが寂しげに奏で、他に木管楽器や鉄琴・シンバルが使われているものである。演奏時間は80秒。これが原曲である。
- カラー・モノラル版

モノクロ版と同一の楽器構成だが、後奏の部分が短くなり演奏時間が短縮され、原曲と比べると若干華やかな印象の曲調となった。
- カラー・音声多重版

原曲とは打って変わり、金管のリードのもとストリングスを豊かに織り交ぜた哀調を交えつつ華やかなオーケストラ。1970年代の曲調を色濃く湛えている。後奏のアレンジが大きく変更された。演奏は読売日本交響楽団で、演奏時間は60秒。
- 15秒短縮アレンジ版

シンセサイザーの打ち込みによる演奏になる。シンセサイザー上の楽器構成、曲のアレンジはカラー・音声多重版とほぼ同一だが、演奏時間が15秒に短縮された。